# Dorysthenes montanus
Dorysthenes montanus là một loài bọ cánh cứng trong họ Cerambycidae.